# Antoni Ciszewski
Antoni Ciszewski (ur. 1949 r. we Wrocławiu) – polski fizyk, specjalizujący się w fizyce doświadczalnej, fizyce powierzchni, fizyce powierzchni ciała stałego, fizyce powierzchni metali; nauczyciel akademicki związany z Uniwersytetem Wrocławskim.

## Życiorys
Urodził się w 1949 roku we Wrocławiu, z którym związał całe swoje życie zawodowe i osobiste. Po ukończeniu szkoły średniej i pomyślnie zdanym egzaminie maturalnym podjął studia fizyczne na Uniwersytecie Wrocławskim, które ukończył magisterium w 1973 roku. Cztery lata po ukończeniu studiów podjął pracę na swojej macierzystej uczelni w charakterze asystenta. W 1977 roku uzyskał tam stopień naukowy doktora nauk fizycznych, a w 1978 roku awansował na stanowisko adiunkta.
W latach 80. XX wieku odbył kilkakrotne staże i stypendia naukowe do Stanów Zjednoczonych - National Bureau of Standards w Waszyngtonie (1982–1983) i do Niemiec - Fritz-Haber-Institut der Max-Planck-Gesellschaft w Berlinie (1985–1987, 1991–1992). W 1993 roku Rada Wydziału Matematyki i Informatyki Uniwersytetu Wrocławskiego nadała mu stopień naukowy doktora habilitowanego nauk fizycznych w zakresie fizyki na podstawie pracy pt. Nukleacja i epitaksjalny wzrost kryształów na powierzchni metali. Wraz z nowym tytułem otrzymał niedługo potem w 1997 roku posadę profesora nadzwyczajnego. W 2002 roku prezydent Polski Aleksander Kwaśniewski nadał mu tytuł profesora nauk fizycznych. Nowy tytuł wiązał się z awansem na stanowisko profesora zwyczajnego.
Na Uniwersytecie Wrocławskim poza działalnością naukowo-dydaktyczną pełnił kilka istotnych funkcji organizacyjnych. W latach 2002–2012 był dyrektorem Instytutu Fizyki Doświadczalnej. W 2012 roku został wybrany na stanowisko dziekana Wydziału Fizyki i Astronomii. Poza tym jest on kierownikiem Zakładu Mikrostruktury Powierzchni UWr.
Jest członkiem Polskiej Akademii Nauk (od 1977 roku) oraz Polskiego Towarzystwa Próżniowego, którego był przewodniczącym w latach 1998–2004. Za swoją działalność naukowo-dydaktyczną był wielokrotnie odznaczany, m.in. Nagrodą Ministra Nauki i Szkolnictwa Wyższego w 1979 roku.

## Życie prywatne
Od urodzenia mieszka we Wrocławiu, obecnie na Stabłowicach. Jest żonaty z Barbarą Ciszewską z którą ma dwie córki: Katarzynę (ur. 1979 r.) i Julię (ur. 1981 r.).